# Dubai Air Show

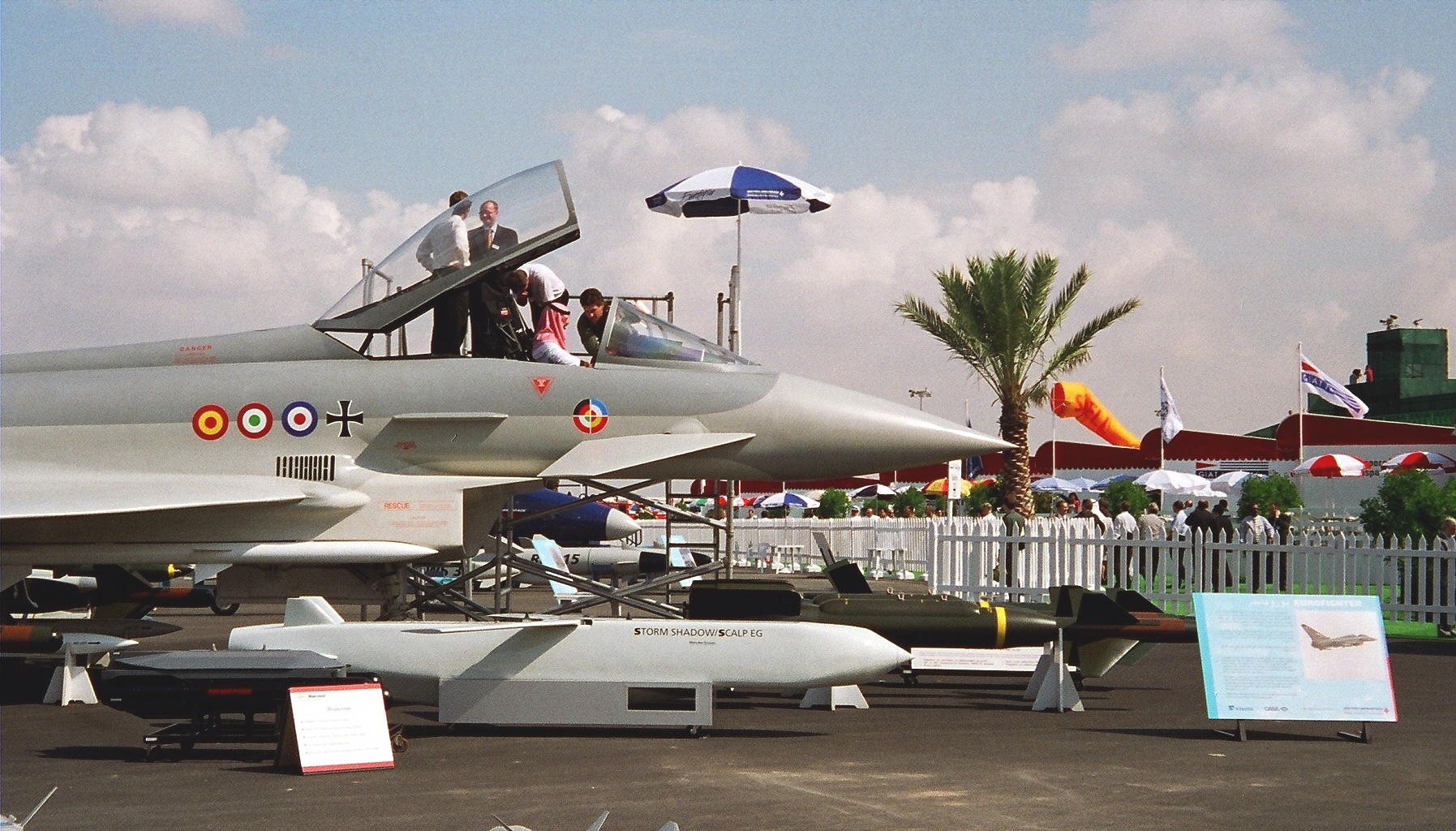
Ein Eurofighter auf der Dubai Air Show 1998

Die Dubai Air Show ist eine zweijährlich stattfindende Luftfahrtmesse auf dem Flughafen Dubai-World Central in den Vereinigten Arabischen Emiraten. Aktuell liegt sie damit im gleichen Rhythmus wie die Pariser Luftfahrtschau und jeweils ein halbes Jahr vor der Internationalen Luft- und Raumfahrtausstellung Berlin.
Die Dubai Air Show findet seit 1989 statt und wird von der Fairs & Exhibitions Ltd. in Kooperation mit der Regierung von Dubai, dem Ministerium für Zivilluftfahrt und dem Flughafen Dubai-World Central organisiert. An der Organisation beteiligt sind außerdem die Streitkräfte der Vereinigten Arabischen Emirate. Die letzte Ausgabe fand vom 12. bis 16. November 2023 statt. Die nächste Ausgabe ist für den 13. bis 17. November 2025 geplant.

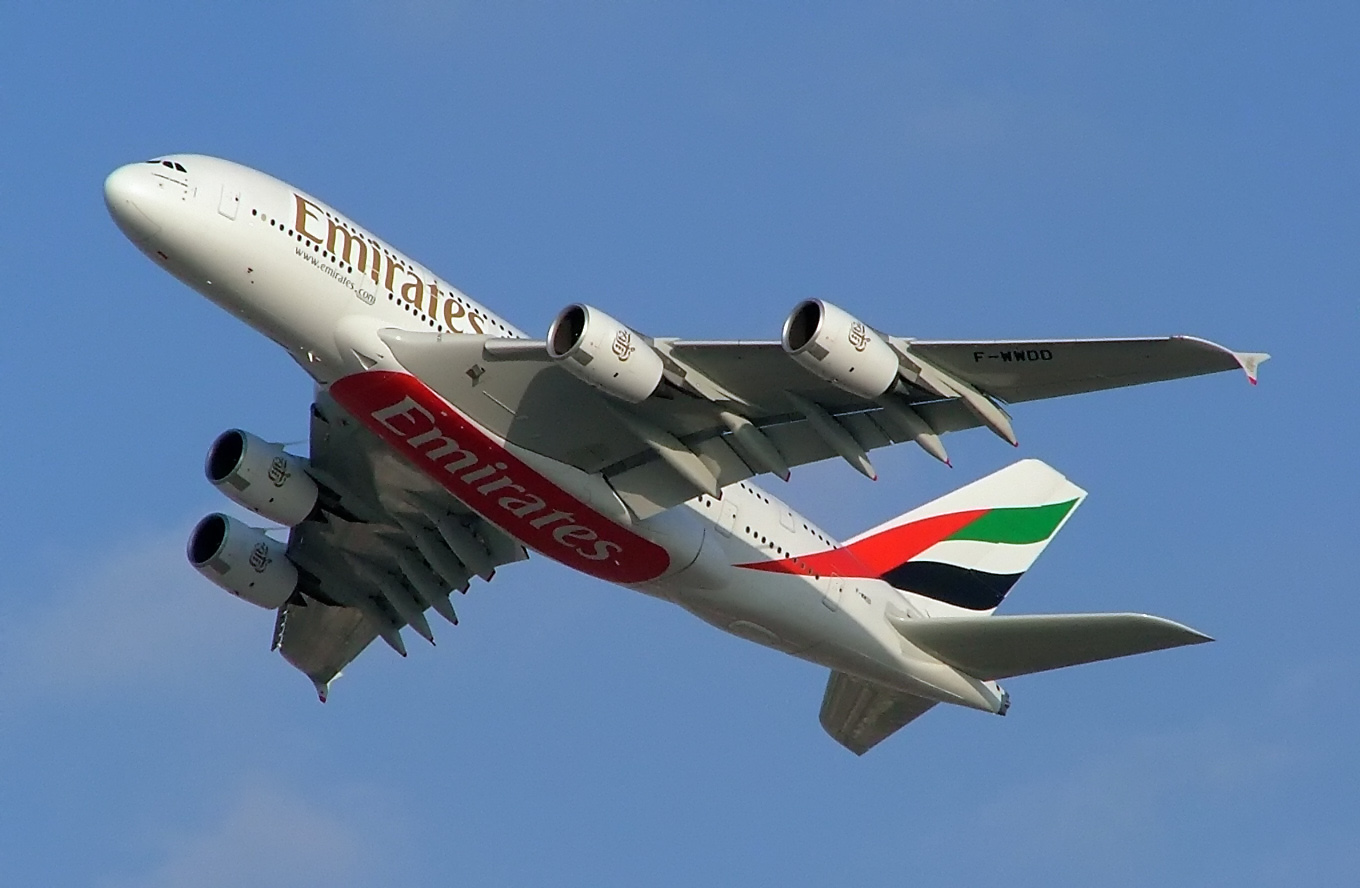
Ein Airbus A380 in den Farben der Emirates auf der Dubai Air Show 2005

Die Dubai Air Show wuchs von 200 Ausstellern und 25 ausgestellten Luftfahrzeugen im Jahr 1989 auf 550 Aussteller und 85 Ausstellungsstücke im Jahr 2003 angewachsen und galt als am schnellsten wachsende Luftfahrtschau der Welt. 2007 zählte man über 45.000 Fachbesucher aus über 100 Ländern.
Auf der Messe versuchen zivile wie militärische Flugzeughersteller und Zulieferfirmen (in den letzten Jahren unter anderem Airbus, Boeing, Embraer und Bombardier) ihr Ansehen in der Golfregion zu stärken. Dieser Markt ist für die Hersteller wichtig, da er sowohl als Tourismus- als auch Wirtschaftsstandort ein großes Entwicklungs-Potential in sich birgt und viele namhafte Gesellschaften, die in den letzten Jahren große Aufträge platziert haben, in der Region ihren Sitz haben. Auch für den militärischen Sektor ist die Golfregion mit ihren verhältnismäßig reichen Staaten ein wichtiger Markt.
Außerdem bilden die Standorte Dubai, Abu Dhabi, Katar ein wichtiges Drehkreuz zwischen Europa und Asien, folglich gewinnen die hier gelegenen Flughäfen als Umsteigepunkte immer mehr an Bedeutung, zusammen mit den hier angesiedelten international bedeutenden Fluglinien, zu denen unter anderem Emirates, Etihad, Qatar Airways und Gulf Air gehören.
Belegt wird dieses Potential unter anderem damit, dass Dubai damit beschäftigt ist, den bereits vollkommen überforderten Flughafen Dubai (DXB) durch einen gigantischen Neubau in der Jebel Ali Free Zone zu ersetzen. Die endgültige Fertigstellung des nun Flughafen Dubai-World Central (DWC) genannten 140 Quadratkilometer großen Gebietes ist für die Zeit nach 2020 geplant. Zu diesem Zeitpunkt soll DWC mit fünf überlangen Runways der größte Flughafen der Welt sein. Seit 2011 findet daher die Dubai Air Show im teilbebauten DWC-Areal statt.
Neben den üblichen Flugvorführungen von Kampfflugzeugen aller Art, dem Airbus A380 sowie diversen Hubschraubern sind auch Kunstflugstaffeln wie die Frecce Tricolori, die Red Arrows und die Patrouille de France zu sehen. Da die Flugschau bis 2009 am Flughafen Dubai stattfand, wurde für den Zeitraum der Flugvorführungen im Jahr 2009 der reguläre Flugbetrieb von 14:00 bis 17:00 Uhr Ortszeit komplett eingestellt. Lediglich für ein kleines, rund 15-minütiges Abflugfenster für 12 bis 18 Emirates-Flüge wurde die Show unterbrochen.